# Chanathip Songkrasin
Chanathip Songkrasin, född 5 oktober 1993, är en thailändsk fotbollsspelare som spelar för Kawasaki Frontale.
Chanathip Songkrasin har spelat 57 landskamper för det thailändska landslaget.